# Pârnești
Pârnești – wieś w Rumunii, w okręgu Arad, w gminie Săvârșin. W 2011 roku liczyła 167 mieszkańców. 